# Mangaka
Mangaka (漫画家? parola formata dai kanji 漫画?, manga e da 家?, ka, suffisso che indica un grado di professionalità e di autorialità di tipo tradizionale) è una parola giapponese che indica un autore di fumetti. In Occidente la parola viene generalmente utilizzata per indicare un autore di fumetti con caratteristiche analoghe ai manga.

## Caratteristiche
Il mangaka è una persona che idea la storia e realizza i disegni di un'opera a fumetti, talvolta o spesso, coadiuvato da un gruppo di assistenti che si occupa delle chine, degli sfondi e della colorazione delle parti nere delle tavole. Esistono anche dei mangaka che lavorano in gruppo, nei quali uno si occupa dei disegni (il mangaka) e uno della storia (il gensakusha). 

### Assistenti
Il lavoro degli assistenti è essenziale per ridurre i tempi di lavorazione. Il compito affidato agli assistenti può essere diverso: ci sono autori che creano solo una bozza delle tavole, lasciando tutto il lavoro successivo ai propri assistenti, e altri che lasciano agli assistenti solo i lavori di rifinitura di una tavola. 
Gō Nagai, noto autore di fumetti giapponese, aveva degli assistenti con il solo compito di disegnare veicoli e altri mezzi militari.
Il lavoro di assistente può inoltre dare le basi e l'esperienza necessaria per tentare, una volta finito il periodo di apprendistato, la strada di mangaka in proprio: molti mangaka famosi sono passati per questa strada, come Akira Toriyama con Dragon Ball, Masashi Kishimoto con Naruto, Eiichirō Oda, Hiroyuki Takei e Hiro Mashima (rispettivamente autori di One Piece, Shaman King e Fairy Tail), i quali hanno lavorato precedentemente come assistenti del mangaka Nobuhiro Watsuki (autore di Kenshin Samurai vagabondo), o Rumiko Takahashi (Ranma ½, Inuyasha e Lamù) che ha lavorato per Ryōichi Ikegami (Sanctuary), o anche le CLAMP (Card Captor Sakura) e Kazushi Hagiwara (Bastard!!), che sono stati assistenti di Takeshi Okazaki (Elementalors).

### Il lavoro per le riviste
Un mangaka è spesso legato a un editore il quale produce delle riviste in cui vengono pubblicati i propri lavori. Generalmente gli esordienti producono dei capitoli speciali denominati One-Shot o capitoli pilota nei quali viene rappresentata in una cinquantina circa di pagine la loro idea e la loro storia per inviarli poi alle case di produzione, in base al tema scelto, in modo da poter partecipare a dei concorsi indetti per trovare e pubblicare nuove storie create da nuovi autori emergenti. Le storie vincitrici hanno la possibilità di apparire sulle riviste e, a seconda del gradimento riscontrato, possono poi cominciare la serializzazione.
Una volta iniziata la pubblicazione le riviste chiedono ai propri lettori in ogni singola uscita di rispondere a un questionario di gradimento tramite una cartolina presente nella rivista da rispedire alla casa editrice in cui indicano un voto per ogni fumetto pubblicato. Capita anche che serie che poi sarebbero divenute famose, come per esempio Shaman King, siano state interrotte dalle case editrici a causa del riscontro di pubblico. I risultati dei sondaggi non vengono pubblicati ma i lettori della rivista hanno comunque un'idea della classifica poiché in linea generale essa determina anche l'ordine di pubblicazione delle singole serie, così che sfogliando la rivista il primo titolo che si incontra è quello risultato come il più votato nel precedente sondaggio e così via fino all'ultimo titolo, che risulta quindi essere il meno votato. Tuttavia questa regola non vale sempre in quanto ad esempio a volte si assegnano le prime pagine al debutto di una nuova serie di un autore famoso, oppure per celebrare una ricorrenza. Può anche accadere che sia lo stesso autore a sentirsi insoddisfatto o stanco della propria creazione e che si vada ugualmente incontro alla fine della serie, nonostante il grande successo che essa ha tra il pubblico come ad esempio con la serie Yu degli spettri, di Yoshihiro Togashi, conosciuta e ampiamente apprezzata sia in Giappone sia nel resto del mondo, ma che è stata chiusa con l'accostamento di tutte le storie dei protagonisti in un unico e sbrigativo finale per motivi personali dell'autore, fisicamente nauseato del dover lavorare per anni allo stesso titolo limitante per la propria creatività. Alcune volte le serie possono venire interrotte a causa dei temi che col tempo si vengono a proporre all'interno della storia; esempio più famoso è il manga X creato dalle CLAMP, sospeso a tempo indeterminato dall'editore Kadokawa Shoten, azienda che detiene i diritti della serie, a causa delle scene molto forti e violente, non adatte al pubblico della rivista Asuka, dedicata al pubblico shōjo (ragazze adolescenti), nel quale l'opera era serializzata.

## Lavori amatoriali
Esistono anche mangaka amatoriali, che scelgono di non dedicarsi alla creazione di nuove serie inedite, ma piuttosto di rappresentare delle brevi storie nelle quali rappresentano determinati personaggi di una determinata serie. Questi lavori vengono denominati dōjinshi o dojin, termine tuttavia associato molto spesso alla fascia di lavori amatoriali nei quali i personaggi di serie famose sono ritratti in azioni e comportamenti da adulti.